# Rhaphithamnus
Rhaphithamnus é um género botânico pertencente à família Verbenaceae.
1. ↑  «Rhaphithamnus — World Flora Online». www.worldfloraonline.org. Consultado em 19 de agosto de 2020